# Mercado nacional
Mercado o productos locales son los productos cuyos intercambios se establecen habitualmente en la dimensión de la nación entendida como Estado independiente. El mercado nacional se encuentra formado cuando el espacio económico de ese Estado responde al concepto de unidad de mercado es decir, cuando se encuentra unificado y obedece en lo esencial a las mismas leyes (como la legislación mercantil o la regulación del derecho de propiedad), impuestos, pesos y medidas, moneda, etc.
Se opone por un lado al concepto de mercado internacional, propio del comercio internacional; y por otro al de mercado local, mercado comarcal, mercado regional u otras divisiones de nivel espacial inferior (localidad, comarca, región). La integración supranacional puede conducir en la práctica a la integración de los mercados nacionales, como ocurre en la Unión Europea, que supone para todos sus miembros la unión aduanera y la coordinación de las políticas económicas y para varios de ellos la unión monetaria (el euro).
El ámbito del mercado nacional o mercado interior es el utilizado para la contabilidad nacional, en la que se expresan las diferentes magnitudes denominadas producto nacional bruto (el producido por los nacionales de un estado tanto dentro como fuera de su mercado interior), producto interior bruto (el producido en su mercado interior tanto por los nacionales como por los extranjeros), renta nacional, etc.

## Formación histórica de los mercados nacionales
Durante el año de Antiguo Régimen, los estados europeos en construcción, a través de la política mercantilista de las monarquías absolutas, fueron realizando pasos, más o menos importantes, hacia la unificación en el interior de sus fronteras, de cada uno de sus mercados nacionales, a partir de una situación en que no funcionaban como tales (aduanas interiores, multiplicidad de monedas, pesos y medidas, diversidad de sistemas impositivos, fueros locales, privilegios estamentales, institucionales y personales, ausencia de mercado libre -de tierras, de trabajo o de productos-, etc.) Destacó en ese sentido el colbertismo francés de finales del siglo XVII, que insistió fundamentalmente en la consecución de una balanza comercial positiva mediante el proteccionismo y la intervención del estado en las manufacturas y el comercio (manufacturas reales, compañías privilegiadas), pero sin realizar cambios estructurales decisivos, puesto que la mayor parte de la producción seguía siendo esencialmente de base agraria y feudal.
La revolución liberal trajo consigo la supresión de todos esos obstáculos en beneficio del concepto de libertad de mercado y de la soberanía nacional; y con ello se establecieron mercados nacionales a la medida de las actividades de la burguesía de cada país, y cuyo tamaño posiblemente sería compatible con el desarrollo de la primera revolución industrial (al menos en el caso de las naciones exitosas en ese proceso, como fueron el Reino Unido, Francia y las unificadas Alemania e Italia). La expansión colonial de la segunda mitad del siglo XIX se entendió como una competencia por reservarse mercados cautivos para esos mercados nacionales, predominando nuevamente el proteccionismo frente al librecambismo.